# Gert Schou
Gert Schou (født 9. maj 1942 i Hammerum) er en dansk politiker, der har været medlem af Regionsrådet i Region Midtjylland og før det var borgmester i Grenaa Kommune (nu Norddjurs Kommune), valgt for Socialdemokraterne.

## Baggrund
Schou er både uddannet maskinmester, el- og vvs-installatør samt merkonom i driftsledelse. Han var fra 1968 ansat som maskinmester ved Flyvestation Skrydstrup og fra 1972 ved Herning Centralsygehus. I 1975 blev han teknisk chef ved Grenaa og Ebeltoft Sygehuse, og fra 1988 direktør for Grenaa Varmeværk.

## Politisk karriere
Schou blev medlem af Grenaa Byråd i 1982 og var hele perioden været medlem af økonomiudvalget. Inden han blev borgmester i 1998, var han desuden både 2. viceborgmester, 1. viceborgmester og formand for Plan- og Miljøudvalget. Fra 2005 - 2014 var han regionsrådsmedlem i Region Midtjylland.